# Rio Mundaú (Alagoas)
Pour les articles homonymes, voir Rio Mundaú.
Le rio Mundaú est une rivière brésilienne des États du Pernambouc et de l'Alagoas.

## Géographie
Il naît sur le territoire de la municipalité de Garanhuns, au Pernambouc, et se jette dans la lagune Mundaú, qui communique avec l'océan Atlantique. Son bassin s'étend sur plus de 4 000 m2, répartis à peu près équitablement entre les deux États qu'il traverse.